# Августа Мейвуд
Августа Мейвуд (5 березня 1825 — 3 листопада 1876), при народженні Вільямс, перша американська балерина, яка отримала міжнародне визнання. За 44 роки кар’єри танцювала в Паризькій опері та стала примою-балериною Національного театру Сан-Карлос у Лісабоні та Ла Скала в Мілані. Перша балерина, яка мала власний гастролюючий ансамбль.

## Молодість та освіта
Августа Вільямс народилася в Нью-Йорку 5 березня 1825 року другою з двох дочок Генрі Августа Вільямса і Марти Баллі, мандрівних акторів з Англії, які розлучилися, коли Августа була немовлям. Коли Августі було три роки, її мати одружилася з Робертом Кемпбеллом Мейвудом, актором, який також керував театром Chestnut Street. І Августа, і її старша сестра Мері Елізабет взяли прізвище вітчима.
У 1836 році її вітчим організував для неї уроки балету з Полем Х. Хазардом, інструктором з Філадельфії, який танцював у Паризькій опері.

## Танцювальна кар'єра
30 грудня 1837 року Мейвуд дебютувала на сцені у віці дванадцяти років у бенефісі для своєї матері, виставі «Дівка з кашеміру», версії оперного балету Даніеля Обера «Діє та баядерка». Філадельфійські газети повідомили, що вистава викликала «сенсацію серед ветеранів», а критики високо оцінили її гру, у тому числі один, який був «вражений її досконалістю». Історик театру Чарльз Дюранг писав, що це був "надзвичайний дебют". Можливо, через коротке навчання, яке пройшла Мейвуд, і відповідні непереваги, які її оточували, це була перша безпрецедентна поява в літописах балету. Одна з інших танцюристок на цьому виступі привернула увагу критики: Мері Енн Лі, ще одна протеже Пола Хазарда. Суперництво між двома дівчатами заохочувалося громадськістю, пресою і вітчимом Мейвуд.
У лютому 1838 року Мейвуд поїхала до Нью-Йорка, щоб виконати оперу Le Dieu et la bayadère в театрі Park. У рецензії в «The Albion» було написано: «Хоча їй було лише 12 років, у її танцях була точність, сила і навіть сила, яких ми зазвичай не бачимо в інших танцюристок зрілого віку». The Mirror писав: «Філадельфія вкрила себе славою, запозичивши на сезон цей місцевий дух Нью-Йорка та повернувши його таким багатим на пам’ятки дому її дитинства... Її яскраве, вродливе ельфійське обличчя та фігура, схожа на Аріель, змішані грація та точність її рухів, і, перш за все, чудові для дванадцятирічної дитини м’язи, які вона демонструє, навряд чи можна переоцінити у їхній привабливості; тоді як будучі простою акторкою, її багатогранність вираження, як риси, так і жестів, а також її виграшна аркушність і завершена байгранська гра надають її грі чарівності, яка нескінченно перевищує її роки.» Наступного місяця Мейвуд з'явився разом із Лі у «Краплі роси» або «Сільфіді», версії «Сільфіди» Тальоні. Вона успішно виступила на бенефісі в Нью-Йорку 7 квітня.

### Переїзд до Європи
У травні 1838 року Мейвуд поїхала з матір'ю до Парижа; вона ніколи не повернеться до США. Вона навчалася у Жана Кораллі та Жозефа Мазільє, балетмейстера та головного танцюриста Королівської академії музики (Паризька опера). Шарль де Буань описав її як жваву дитину, яка шокувала інших студентів своїм самовдоволенням.
Вона дебютувала в Парижі у 14 років у листопаді 1839 року в п’єсі Кораллі «Діабле бойте». Реакція на її дебют була позитивною; Теофіл Готьє називав її «немовлям-вундеркіндом», а відгуки описували її танець як «оригінальний», «ексцентричний» і «дивовижний». Багато говорили про те, що вона народилася в Новому Світі, і паризькі рецензенти описували її як «дику лань» або «жваву газель». Через два тижні вона виступила у своєму другому дебюті La Tarentule, двоактному балеті-пантомімі, разом з австрійкою Фанні Ельсслер. Її третій дебют у Паризькій опері відбувся в грудні 1839 року з появою в La Gypsy, повнометражному балеті-пантомімі з хореографією Мазільє. Того місяця їй запропонували контракт на зустріч в Опері за щедру річну суму в 3000 ліврів.
У своїх виступах Мейвуд танцювала зі старшими та досвідченішими танцюристами, і її вважали артисткою, на яку варто дивитися в майбутньому. У 1840 році вона танцювала в операх «Гюстав III» (Обер), «Фернан Кортес», «Світ із Портічі», «Вартова дівчина» та «Любовна дівчина». Однак її час в Академії був скорочений, коли вона втекла до Лісабона в листопаді 1840 року зі своїм партнером по танцях Шарлем Мабілем. Втеча потрапила в заголовки газет по обидва боки Атлантики; The Spirit of the Times описав Мейвуд як «втікачку diablesse», посилаючись на останній балет, у якому вони танцювали разом. Їх обох зняли зі списку заробітної плати, оскільки вони пропускали виступи.
Сім'я Мейвуд повернулася до США після її одруження, але вона залишилася в Європі. Немає записів про виступ Мейвуд у 1842 році, оскільки вона, ймовірно, була вагітна та в 17 років народила дівчинку. Наступні п'ять років вона проведе, танцюючи в невеликих містах, таких як Марсель і Ліон. Протягом сезонів 1843-1845 років, у віці 18 років, вона була прима-балериною Національного театру Сан-Карлос у Лісабоні. Її дебют у балеті «Жизель» отримав схвальні відгуки. З 1845 по 1847 рік вона танцювала в Theater am Kärntnertor зі своїм чоловіком, хоча у них були непрості стосунки, і до 1845 року Мейвуд повернулася до свого дошлюбного прізвища. Вони розлучилися, і вона залишила малолітню доньку на піклування колишнього чоловіка.

### Слава в Італії
Її зростаюча популярність у Відні стала достатньою для запрошення в Ла Скала в Мілані в 1848 році. У «Ла Скала» Мейвуд стала прима-балериною у віці 23 років і залишалася там до виходу на пенсію в 1862 році. Вона танцювала в таких операх, як «Фауст» Жуля Перро та «Сільфіда» Антоніо Кортезі.
Мейвуд стала першою балериною, яка гастролювала з власним ансамблем, приєднавшись до братів Ласіна, Джованні Баттіста та Джузеппі, щоб створити напівпостійний ансамбль. Вона гастролювала з трупою Італією з 1850 по 1858 рік, виконуючи балетні версії «Хатини дядька Тома» Гаррієт Бічер-Стоу та «Ріта Готьє» Філіппо Терманіні. Маріонетка версія її постановки 1852 року Il sogno di un alchimista була створена Teatro Mecanico Anfiteatro Goldoni, що відзначає її як частину італійської театральної культури.
Преса часто критикувала її за скандальну поведінку, включаючи втечу, розлучення, відмову від дитини та нібито залишення свого вітчима помирати в будинку для бідних. У 1858 році вона одружилася з Карло Гардіні, італійським лікарем і журналістом.
Після виходу на пенсію в 1862 році вона відкрила балетну школу у Відні, а у 1873 році повернулася до північної Італії, де жила на озері Комо. Мейвуд померла у невідомості 3 листопада 1876 року в Лемберзі, Австро-Угорщина (пізніше Львів, Україна).